# Arch Rivals
Arch Rivals é um jogo de basquete criado pela  Midway em 1989. O jogo lançado como um "Basket Brawl". Também foi incluído noMidway Arcade Tesouros 2para o PlayStation 2, Xbox e  GameCube e Midway Arcade Tesouros Deluxe Edition  para PC.

## Jogabilidade
Um jogo completo consiste em quatro tempos, com quatro minutos cada. Cada equipe tem dois jogadores, e o objetivo do jogo é marcar pontos contra o adversário até o final.
Se o jogo resulta em um empate após os quatro tempos, é acrescentado um período de morte súbita, caso em que a próxima cesta de um dos times levará a sua equipe à vitória. A morte súbita, apresenta um longo tempo, para a decisão do vencedor do jogo. Um jogador pode pedir a sua equipe para passar-lhe a bola para poder encestá-la.
È um drible de proteção.

## Marcas
O grande ponto de saque do jogo Arch Rivals é a capacidade de se opor a socos (que o jogador é encorajado a fazer), depois podendo roubar a bola. Às vezes, latas refrigerante e doces são atirados para o chão. Se um cai sobre esses passos, ele cai para o chão, e seu adversário pode, então, lhe roubar a bola. Uma vez que não há faltas em Arch Rivals, os jogadores podem dar socos em seus adversários quantas vezes eles quiserem. Os jogadores também podem cair sobre o árbitro e puxar suas calças para baixo.
Sempre que há pontuação (de dois ou três pontos), existem muitas cenas aleatórias que podem ser reproduzidas. Uma cena tem o treinador gritando com seus jogadores, outra característica dos outros jogadores na equipe lamentando quando perdem pontos, erram cestas... e duas cenas em que gritam: "Vai equipe, vai!"
A studio de TV retratado no jogo é o da ficção WIDB-TV. Mostra-se após o final de cada tempo. Além disso, após o primeiro e terceiro tempo, uma tela com uma fala do técnico também aparece, fornecendo dicas sobre como se tornar um melhor jogador.  No final do jogo, são mostradas estatísticas , mostrando quantos pontos o jogador marcou e também o número de bolas roubadas e rebotes, além dos percentuais de acerto.